# Genealógia (történelem)
A genealógia (származástan) a nemzetségek, családok történetét, leszármazási rendjét tanulmányozó történeti segédtudomány.
A családtörténeti kutatások eredményét elsősorban családfákon vagy jegyzékekben foglalják össze. Kétféle alapvető megközelítésben őstábla és leszármazási tábla. Az őstábla fentről lefelé időben visszafelé halad, a leszármazási tábla fordítva.

## A genealógia tudománya

### Története
A görög és római korból már sok emléke van létezésének. Önmagában a vallásban is nagy szerepet játszottak bizonyos leszármazási elemek. A görögöknél az ősatya kultusza miatt a vezetők előszeretettel vezették vissza eredetüket valamely héroszig vagy akár istenségig, a római korból pedig nemzetségtáblák maradtak fenn. A római családkutatást a görög kultúra importja indította meg, de önálló eredményeket is felmutatott, mivel a római nemzetségek az örökbefogadások és clienturák miatt egészen bonyolultak voltak. A genealógia kezdeti idejében természetesen csak az uralkodók családi kapcsolatait jegyezték fel, később kibővült az uralkodó osztályokkal, még később egészen széles társadalmi rétegekre. Ezek és a középkori családfák természetesen tele voltak ellenőrizetlen és ellenőrizhetetlen adatokkal.
A germán népeknél a vérrokonságon alapuló genealógiát művelték, erre már az V-VI. századból vannak adatok (gótok, burgundok, angolszászok). Suntheim a XV. század végén a Babenbergek és Habsburgok családját kutatta, majd a genealógia tudományos fejlődése a reneszánsz idején indult meg, a XVI. századtól elsősorban latin nyelven publikáltak ilyen tárgyú munkákat. Ezek megbízásra készültek, az uralkodó osztályok tagjai részére. A tudományosság szempontjából alapvető fontosságú volt a családtörténeti eredmények és a köztörténet összekapcsolása. 1764-től jelenik meg a Gothai almanach, amely a mai napig élő sorozat.
A magyar középkori irattárak tartalmaznak leszármazási adatokat, de csak a XVII. századtól ismerünk családfákat. Az első nyomtatott magyar családkutatás-tárgyú munka Budai Ézsaiás családlexikona a XVII. század második feléből. E korra az idealizált családtörténetek jellemzőek. A ma is hasznosítható forrásmunkák 1778-tól jelentek meg Wagner Károly, Lehoczky András tollából. 1857 és 1868 között készült az a munka, amely a mai napig megalapozza a magyar családkutatást: Nagy Iván: Magyarország családai czimerekkel és nemzékrendi táblákkal (I-XIII) (reprintben 1987-1988. Helikon). 1883-ban megalakult a Magyar Heraldikai és Genealógiai Társaság, melynek folyóirata a Turul. Szakfolyóiratként említhető a Családtörténeti Értesítő (1899-1901), vagy a Genealógiai Füzetek (1903-1912).
A második világháború után a genealógiát hatalmi eszközökkel visszaszorították, két okból: egyfelől a leszármazási adatok felhasználásának hitleri módja miatt, másfelől pedig kispolgári allűrökre és a nemességkutatásra hivatkozva. A Genealógiai Társaság 1950-ben megszűnt, csak 1983-ban alakult újjá, 1992-től pedig a Turul is újraindult.
A genealógia tudománya alapul szolgált újabb tudományágak létrejöttéhez is, mint a történeti demográfia és a történeti szociológia.

### Alkalmazása
A történelem egyik segédtudományaként a birtoktörténet és helytörténet kutatásában elengedhetetlen az alkalmazása. Az orvostudományban is fontos szerepet játszhat egyes öröklődő betegségek felismerésében, tanulmányozásában. Fontos felhasználója a néprajz is.
A korábbi időkben polgári felhasználása (a hobbi jellegű tevékenységen felül) birtokviták és örökösödési perek terén nyert jelentőséget. Gyakori volt az ősigazolás vagy őspróba, amely a polgári rétegben több polgárjoghoz kötődő tevékenység vagy jog elnyerésének eszköze volt (tanulás, polgárjog, tisztségviselés joga stb.).
A legkorábbi időktől fogva alkalmazták a közeli rokonok házasságának megakadályozására, melynek első írásos forrása Augustus idejéből származik.

## A genealógia forrásai

### Szájhagyomány
A kortársak kutatásának fontos eleme, mivel a vizsgálatot általában nehéz megindítani, alapadatokat találni. A mai világban gyakoriak a költözések, válások, adoptálások, amelyek az első lépések megtételét bonyolítják, hiszen az adatokat általában a szülőhelyen találni meg, a későbbi válásokról, adoptálásokról vagy esetleg névváltozásokról a születési anyakönyvekben nincs adat.
A szájhagyomány általában három, de legfeljebb öt generációra terjed ki.

### Írott források
Az írott források – természetüknél fogva – rendkívül sokrétűek lehetnek, az elbeszélő történeti forrásoktól az önéletrajzon és emlékiraton keresztül a halotti beszédekig és anyakönyvekig.
Ezek legfontosabb képviselői természetesen az egyházi anyakönyvek, azonban ezek vezetését csak a tridenti zsinat rendelte el (1545-1564), és Magyarországon a XVII-XVIII. század fordulója körül kezdett rendszeressé válni a vezetése. Az egyházi anyakönyvek lehettek születési-, házassági- és halotti-anyakönyvek. Ezt a rendszert 1894-től az állami anyakönyvezés is átvette és alkalmazta. Az állami anyakönyvek vezetését és tartalmát az 1894. évi XXXIII. törvénycikk szabályozza.
Ritkábbak, szórványosabbak a családi feljegyzések, genealógiai táblázatok, címereslevél, illetve annak folyamodványa, a nemesség-igazolások, periratok (örökösödés, birtok stb.), névváltozások jegyzékei, összeírások, katonai adattárak, polgárjegyzékek, céhnyilvántartások, személyes iratok (igazolványok, bérletek, tagsági könyvek stb.), telekkönyvek és eredeti felvételük, rendőrségi regiszterek és címnyilvántartások, orvosi kartotékok.

### Nyomtatott források
A genealógia számára az úgynevezett aprónyomtatványok fontosak, amelyek az élet fontos eseményeiről készített üdvözlő-, értesítő kártyák, lapok. Esküvői meghívó, gyászjelentés, évfordulók és fontos események emléklapjai, névjegyek.

### Epigráfiai emlékek
Az epigráfia épületek, építmények feliratozásával, táblák, domborművek, vésetek tartalmával és stílusjegyeivel foglalkozó tudományág. Ezek sokszor tartalmaznak évszámot, személynevet, az aktuális uralkodó nevét, eseményeket. Gyakorlatilag minden lakó- és közösségi célú építményen megjelenik.

### Funerális emlékek
Használható adatokkal szolgálnak a síremlékek általában, és az azokat kísérő halotti címerek és zászlók. A temetkezésben igen régi hagyomány az elhunyt személyes adataival feliratozni a sírhelyet.

### Tárgyi emlékek
Bármilyen használati- vagy dísztárgyon előfordulhat genealógiai adat, úgymint évszámok, címerek, személynevek.

### Történeti ikonográfiai emlékek
Bármilyen technológiával és tárgyban készített festmény, bár legtöbbször a portrék fontosak. Éppígy a fényképek és filmfelvételek.

## Genetikai genealógia
A genetikai vagy tágabb értelemben a biológiai genealógia a családtan modern ága. Az öröklésbiológiai szempontokat
állítja a középpontba. Vizsgálja az öröklődő betegségeket, a bűnözési hajlam öröklődését, a leszármazást, az etnogenézis
körülményeit. Összefüggésben áll a populációgenetika stb. kérdéseivel. A vérrokonsági táblázatokat csak a 20. századtól
kezdték alkalmazni orvostudományi, öröklésbiológiai és kriminológiai célokra.
Módszertana természettudományos, ezért a régi genealógia általa egyben új értelmet is
nyer. Miközben felhasználja a genealógia írásos és egyéb forrásait, maga is forrásként szolgál a hagyományos genealógia
és a történettudomány számára. Ezzel a genealógia lényegében empirikus, axiomatikus természettudománnyá lett. A genetikai
genealógia is családi, rokonsági egységekkel dolgozik és azonos eszközöket (családfa), nevezéktant (rokonsági
terminológia) használ, mint a hagyományos genealógia. A különbség az, hogy a genetikai genealógia módszere tisztán tudományos,
nem spekulatív.

## A genealógia alapfogalmai
- Ág (linea) – leszármazási vonal
- Agnáció (agnatio) – közös ősatyától származó férfiági vonal
- Ascendens – leszármazottak közös ősei (relatíve)
- Család (familia) – két generációs egység: szülők és gyermekeik
- Descendens – közös ős leszármazottai (relatíve)
- Egyeneság (linea directa)
- Filiáció (filiatio) – egymástól származó személyek viszonya
- Íz – a családfa ugyanazon ágán lévő két nemzedék
- Kognáció (cognatio) – vérrokonsági család tág értelemben (nemcsak két generáció)
- Melléknév vagy mellékmegnevezés – ágak megkülönböztetése rögzült (cognomen) vagy esetleges (alias, aliter) módon
- Nemzedék (generatio) – megközelítőleg egykorú, egyidőben élő rokonság
- Nemzetség (gens) – egy közös őstől származók összessége (anyaági vagy apaági)
- Oldalág (linea collateralis)
- Örökbefogadás (adoptio) – jogintézmény nem vérrokonok családba helyezése céljából
- Ős (avus) – felmenőági rokon
- Őspróba (Ahnenprobe) – leszármazási bizonyítás négyes, nyolcas, tizenhatos fokozatban – anyai és apai ágon is
- Ősvesztés (Ahnenverlust)
- Rokonsági fok (gradus) – vérrokonok közti genealógiai távolság
- Sógorság (affinitas)
- Vérrokonság (consanguineitas) – közös őstől származók összessége

## Lásd még
- ősgaléria

## Külső hivatkozások
- Az 1894. évi XXXIII. tc. Archiválva 2009. január 9-i dátummal a Wayback Machine-ben
- Genealógia
- Mormon családtörténeti honlap Archiválva 2007. február 6-i dátummal a Wayback Machine-ben
- Erdélyi történelmi családok honlapja
- Conce Project Archiválva 2006. augusztus 29-i dátummal a Wayback Machine-ben (English)